# Kyphosinae
Sous-famille
Kyphosinae est une sous-famille de la famille des Kyphosidae.

## Liste des genres
Selon ITIS :
- genre Hermosilla Jenkins & Evermann, 1889
- genre Kyphosus Lacepède, 1801
- genre Neoscorpis Smith, 1931
- genre Sectator Jordan & Fesler, 1893

Selon WRMS :
- genre Hermosilla Jenkins & Evermann, 1889
- genre Kyphosus
- genre Sectator Jordan & Fesler, 1893